# كاسبار شرودر
كاسبار شرودر (5 ديسمبر 1905 – 25 أبريل 1989) هو مبارز بالسيف دنماركي راحل، مثّل بلاده في الألعاب الأولمبية الصيفية 1936.

## روابط خارجية
كاسبار شرودر على موقع أوليمبيديا (الإنجليزية)